# ديف كلارك فايف (فريق موسيقي)
ديف كلارك فايف (بالإنجليزية: The Dave Clark Five)‏ فريق روك آند رول إنجليزي تشكل في توتنهام عام 1957، وفي يناير 1964، قدم الفريق أول أغنية منفردة على قائمة أفضل عشرة أغاني في المملكة المتحدة «تَملَئني السعادة Glad All Over» والتي أطاحت بأغنية البيتلز «أنا أريد أن آخذ يدك I Want to Hold Your Hand»، من صدارة قائمة المملكة المتحدة للأغاني الفردية، وبلغ ذروتها في المرتبة السادسة في الولايات المتحدة في أبريل 1964. على الرغم من أن هذه الأغنية هي أغنيتهم الوحيدة التي أحتلت المركز الأول في المملكة المتحدة، إلا أنهم تصدّروا القوائم في الولايات المتحدة في ديسمبر 1965، مع أغنية «مرارًا وتكرارًا Over and Over». وصلت نسختهم من أغنية «تجمعوا Get Together» إلى المركز الثامن في المملكة المتحدة، والتي أعيد تسميتها إلى «جميعًا معًا Everybody Get Together».
تم حل الفريق في أوائل عام 1970، وفي 10 مارس 2008، تم إدخال الفريق في قاعة مشاهير الروك آند رول Rock and Roll Hall of Fame.

## أعضاء الفريق
- ديف كلارك: دعم وغناء عرضي، وطبول.

- مايك سميث: غناء رئيسي، ولوحات مفاتيح (كيبورد).

- ليني ديفيدسون: دعم وغناء عرضي، وجيتار رئيسي وجيتار إيقاعي.

- ريك هكسلي: دعم غناء، وجيتار باس، وجيتار إيقاعي.

- دينيس بايتون: دعم غناء، وغناء رئيسي عرضي، وتينور وساكسفونات باريتون، وهارمونيكا، وجيتار إيقاعي.[5]

## وصلات خارجية
- الموقع الرسمي
- Dave Clark Five biography at the Allmusic website.